# Gunnar Widforss
Gunnar Mauritz Widforss, né le 21 octobre 1879 à Stockholm en Suède et mort le 30 novembre 1934 à Grand Canyon Village dans l'État d'Arizona aux États-Unis, est un peintre et un dessinateur américain d'origine suédoise, connu pour ses peintures à l'aquarelle des parcs nationaux américains.

## Biographie
Gunnar Widforss naît à Stockholm en Suède en 1879. Il est le fils de Mauritz Widforss et de Blenda Carolina Weydenhayn, parents de treize enfants. Son père est le propriétaire d'un magasin d'articles de pêche et de chasse, qui sera racheté par le jeune Erling Persson en 1968 pour former le groupe H&M. À l'âge de seize ans, il commence à étudier la peinture à la Konstfack. A la fin de ses études en 1900, il s'installe pendant un an et demi à Saint-Pétersbourg en Russie ou il travaille comme apprenti peintre décorateur. Il entreprend ensuite un long voyage en Europe et en Amérique. Il travaille alors principalement à l'aquarelle et mène une vie de bohème en voyageant à la recherche de nouveaux paysages à peindre. Entre 1904 et 1909, il séjourne en Autriche, en Suisse, dans le bassin méditerranéen, en Afrique du Nord et aux États-Unis, ou il réside à Jacksonville en Floride et dans le quartier de Brooklyn à New York.
Le début des hostilités amenant la Première Guerre mondiale l'amène à interrompre ces voyages et à rentrer en Suède. Il retourne aux États-Unis en 1921 et s'installe en Californie, ou il visite la vallée de Yosemite et la chaîne de montagnes de la Sierra Nevada. À la fin de l'été 1921, il commence à exposer ces œuvres à San Francisco à la Gump Gallery. Il rencontre en 1922 le directeur du National Park Service Stephen Tyng Mather avec qui il devient ami. Ce dernier l'encourage à immortaliser les paysages des parcs nationaux américains. En 1923, il découvre le parc national du Grand Canyon, le parc national de Zion et le parc national de Bryce Canyon et illustre en 1923 le livre Songs of Yosemite de l'écrivain Harold Symmes. L'année suivante, il effectue son seul voyage dans le parc national de Yellowstone, où il réalise de nombreuses peintures du spectaculaire canyon et des chutes de la rivière Yellowstone. En 1924, une grande exposition de ces œuvres est organisée au sein de la National Gallery of Art à Washington. Il poursuit ensuite ces voyages et participe à de nombreuses expositions en Californie jusqu'à la fin des années 1920. En 1926 et 1928, il participe à deux expositions au sein du Brooklyn Museum qui sont organisés par la Society of Scandinavian American Artists. Il obtient la nationalité américaine en 1929.
Dans les années 1930, il travaille comme artiste pour la Work Projects Administration. Il séjourne en Arizona ou il peint de grandes aquarelles de la vallée de la rivière Salée (en) et du Grand Canyon. Il séjourne briévement au Kolb Studio avant de loger à l'hôtel El Tovar de la chaîne d'hébergements Fred Harvey Company (en). En 1933, il participe à l'exposition universelle de Chicago.
En 1934, il tombe malade et doit éviter les hautes altitudes de la zone du Grand Canyon Village. Malgré une réduction de ces déplacements à l'essentiel, il meurt la même année d'une crise cardiaque à cet endroit. Il repose au Grand Canyon Pioneer Cemetery (en). Au cours de sa carrière, il a également visité et peint les parcs nationaux de Mesa Verde, des grottes de Carlsbad, de Sequoia, de la vallée de la Mort et les paysages de la région de la Valley of the Sun (en) autour de la ville de Phoenix dans l'État de l'Arizona, avec la Camelback Mountain (en) et les monts de la Superstition en toile de fond.
Le sentier de randonnée pédestre Widforss Trail (en) situé sur la rive nord du Parc national du Grand Canyon est nommé en son honneur.
Ces œuvres sont notamment visibles ou conservées au Museum of Northern Arizona (en) de Flagstaff, à l'American Museum of Western Art – The Anschutz Collection (en) de Denver et au Smithsonian American Art Museum de Washington.

## Œuvres

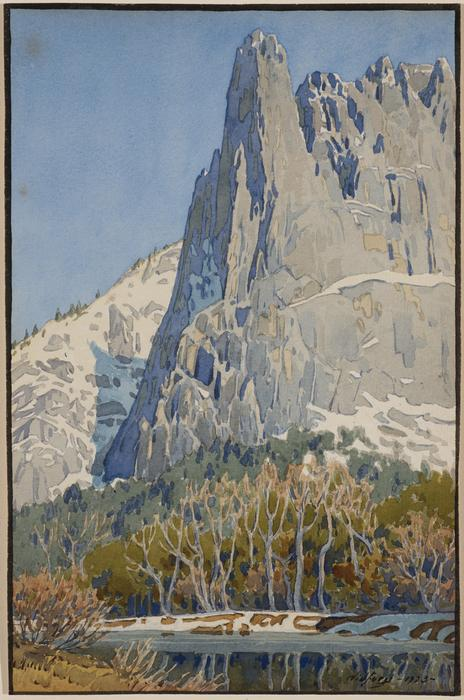
Sentinel Rock, sans date.
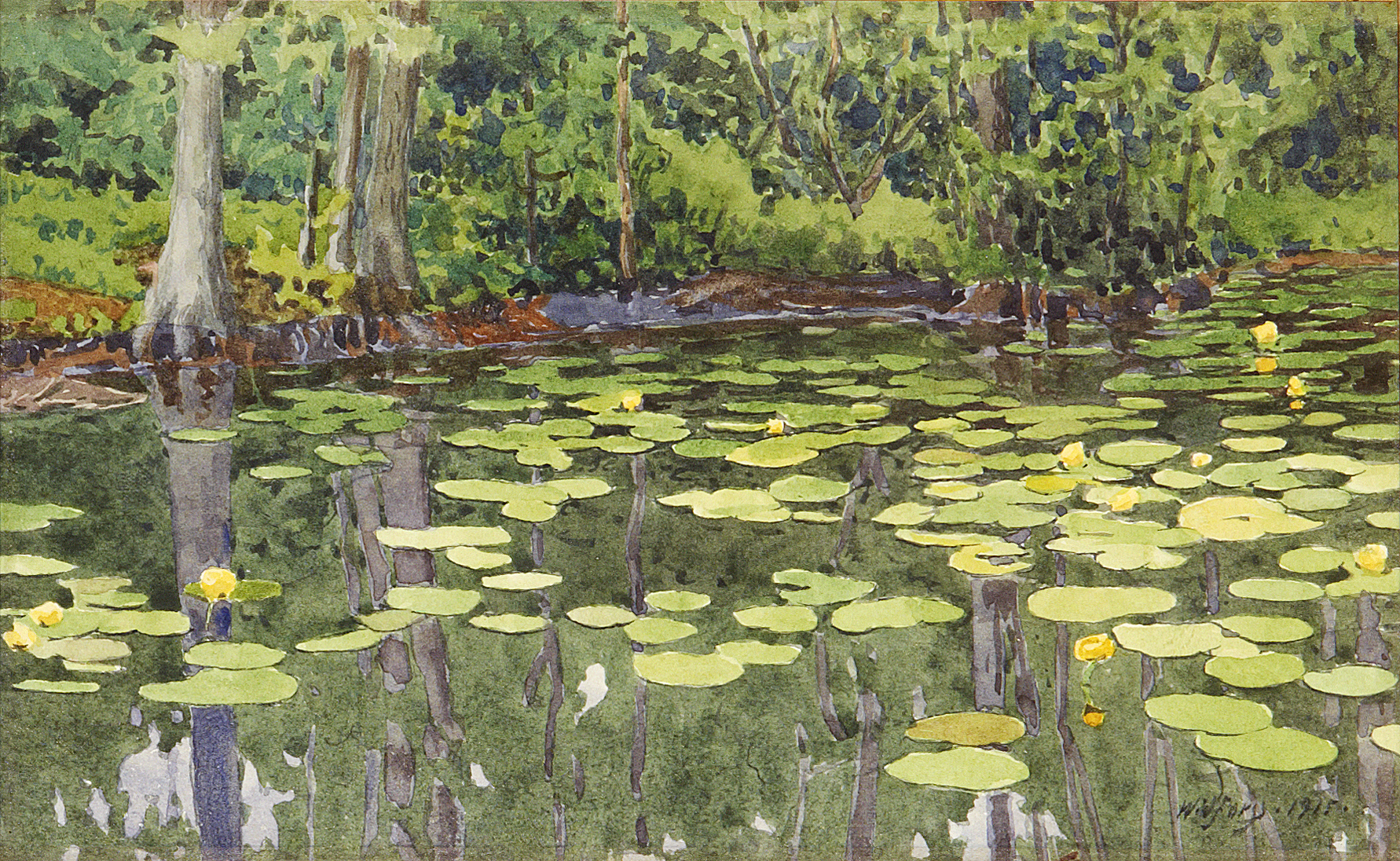
Water-Lily Pond, 1915.
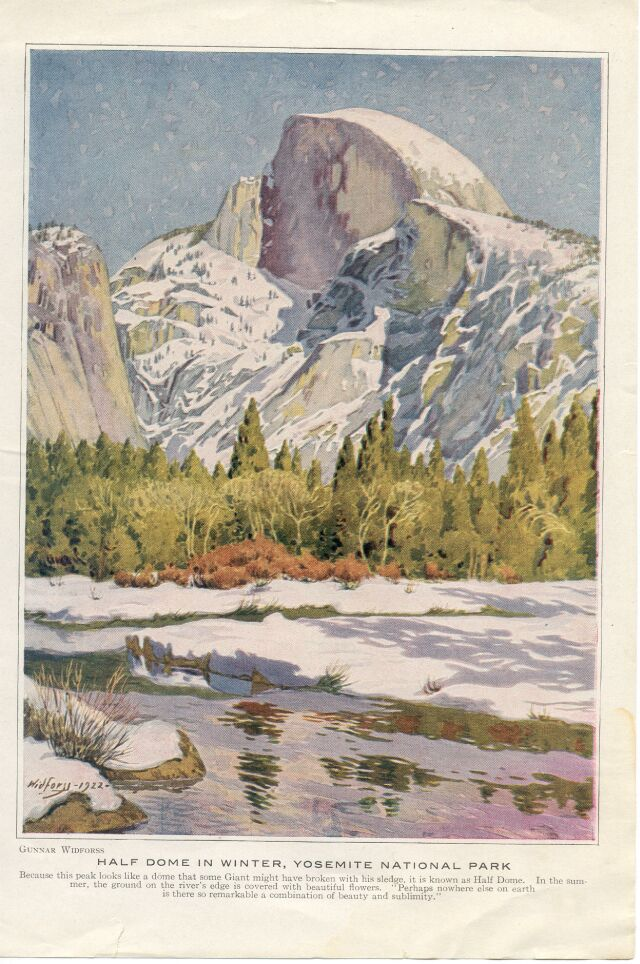
Half Dome rising above Yosemite Valley, 1922.
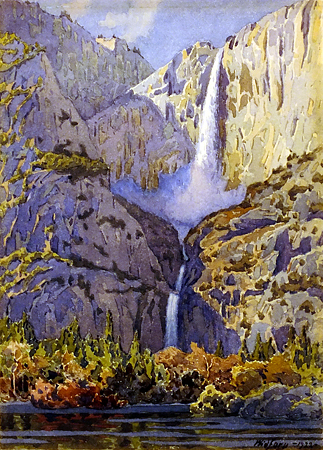
Yosemite Falls, 1922.
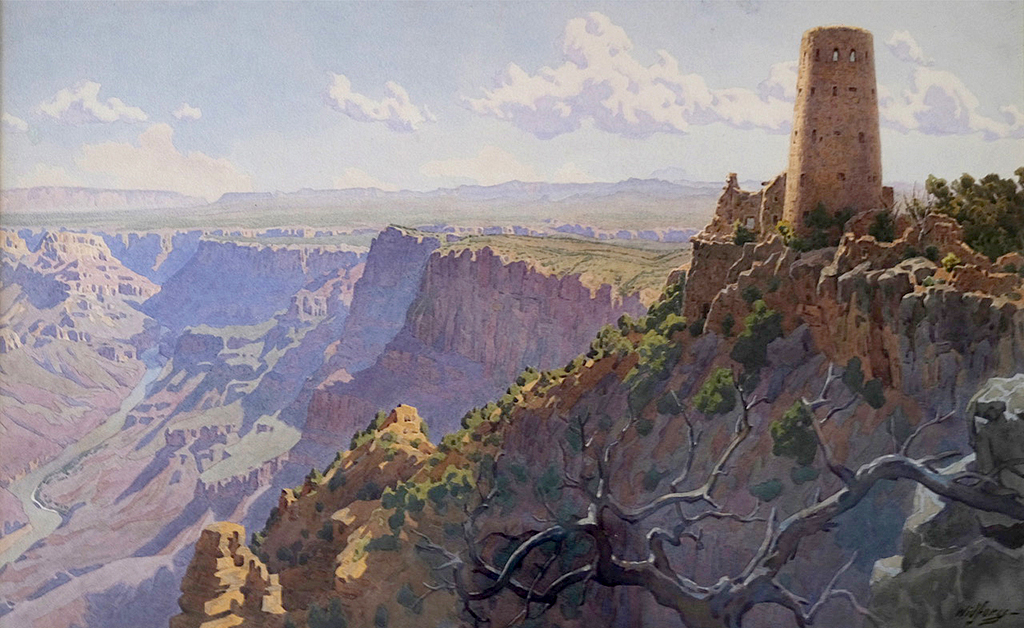
Desert View Watchtower, 1932, Museum of Northern Arizona (en).
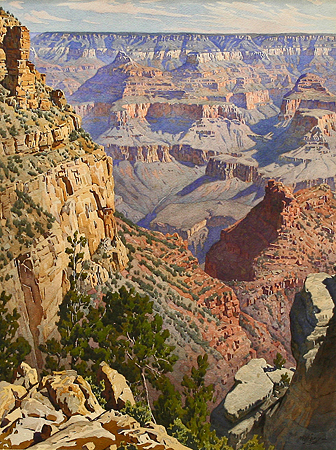
Grand Canyon, 1928, Museum of Northern Arizona (en).
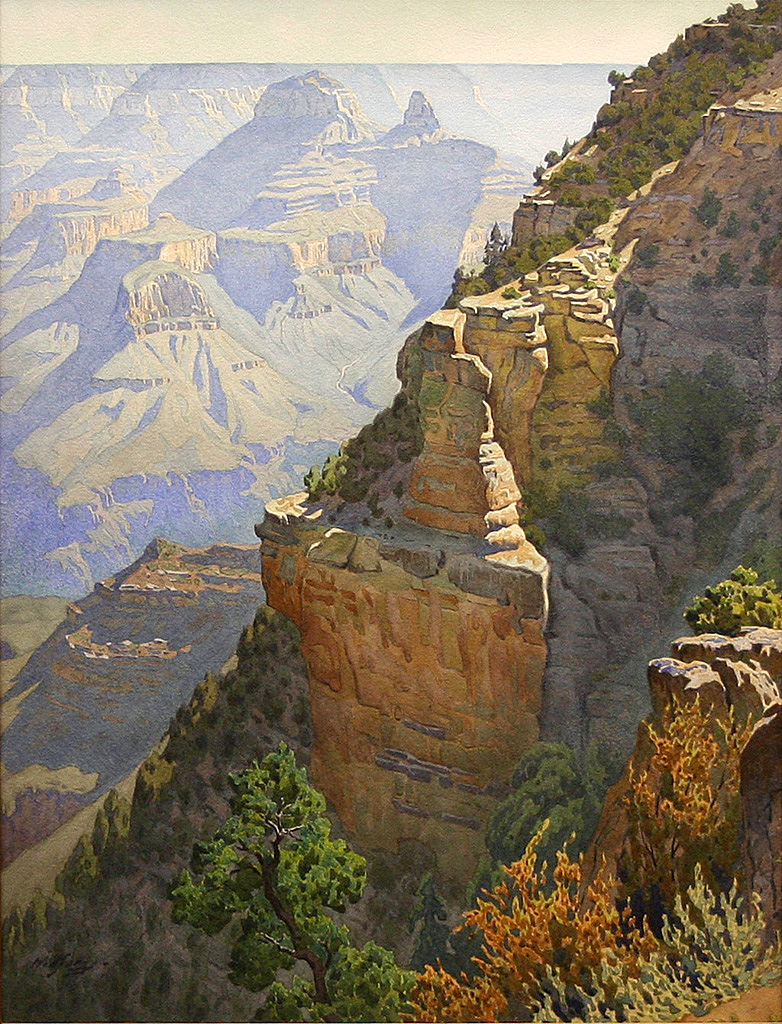
On the Trail to Grandeur Point, sans date, Museum of Northern Arizona (en).